# Dasylirion serratifolium
Dasylirion serratifolium är en sparrisväxtart som först beskrevs av Wilhelm Friedrich von Karwinsky von Karwin, Schult. och Julius Hermann Schultes, och fick sitt nu gällande namn av Joseph Gerhard Zuccarini. Dasylirion serratifolium ingår i släktet Dasylirion, och familjen sparrisväxter. Inga underarter finns listade i Catalogue of Life.

## Bildgalleri

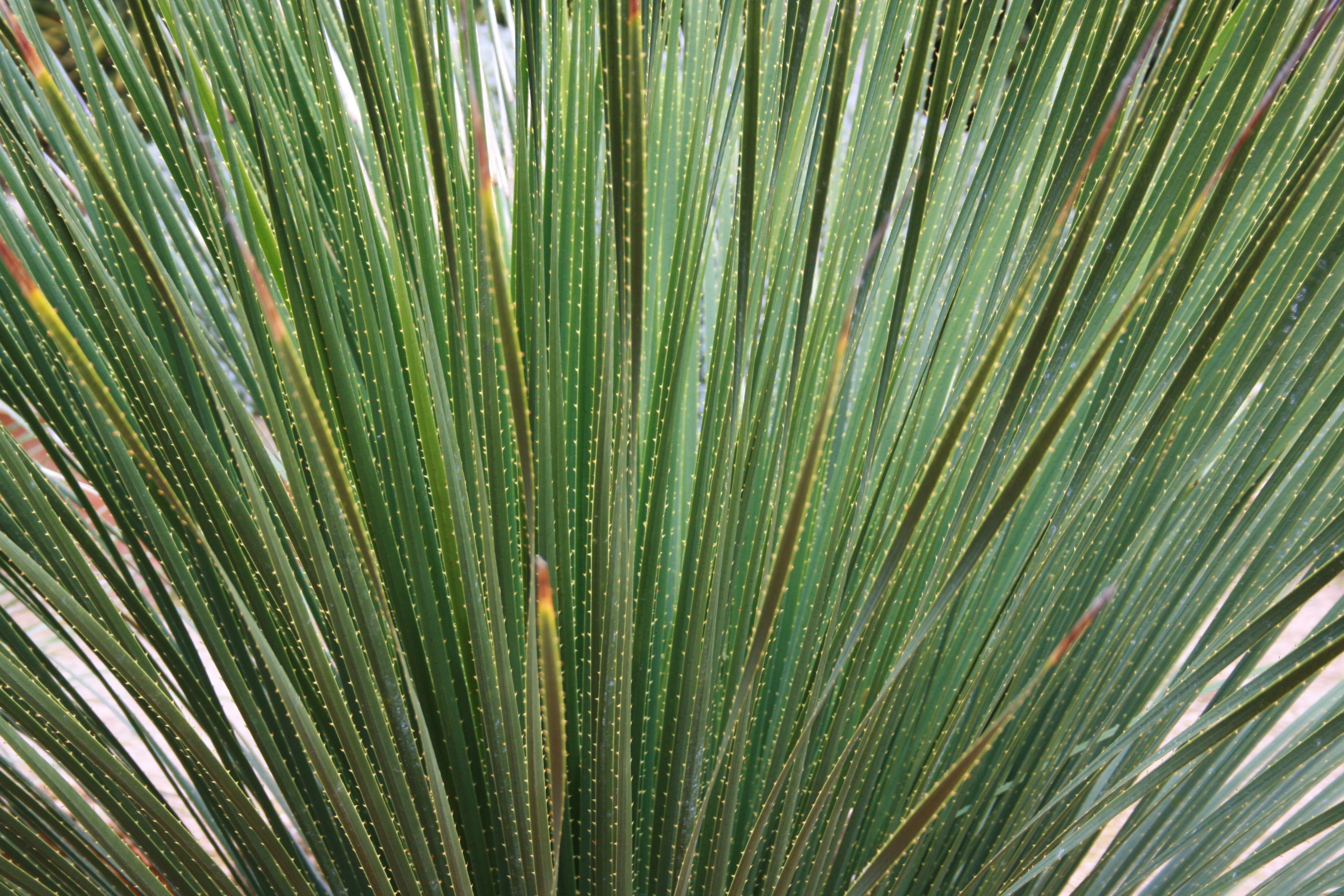
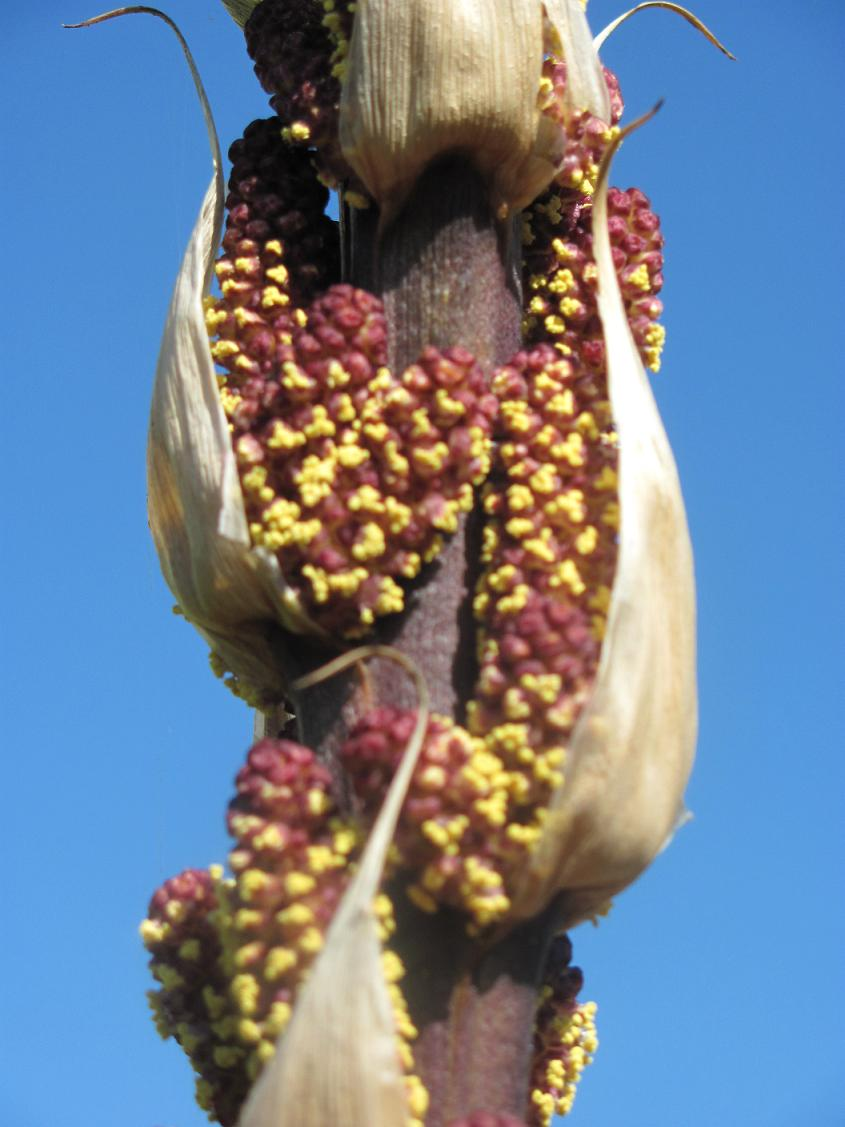
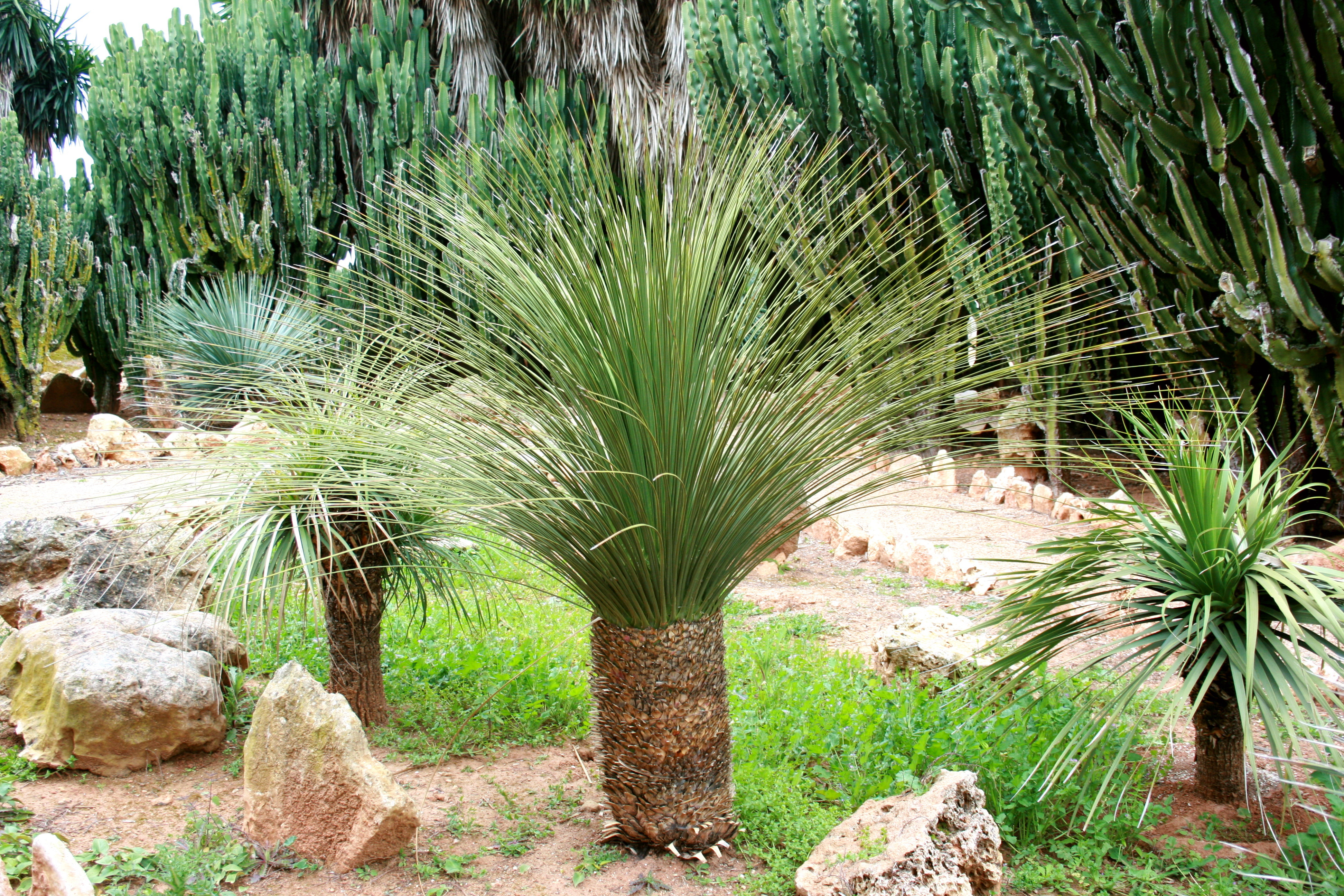
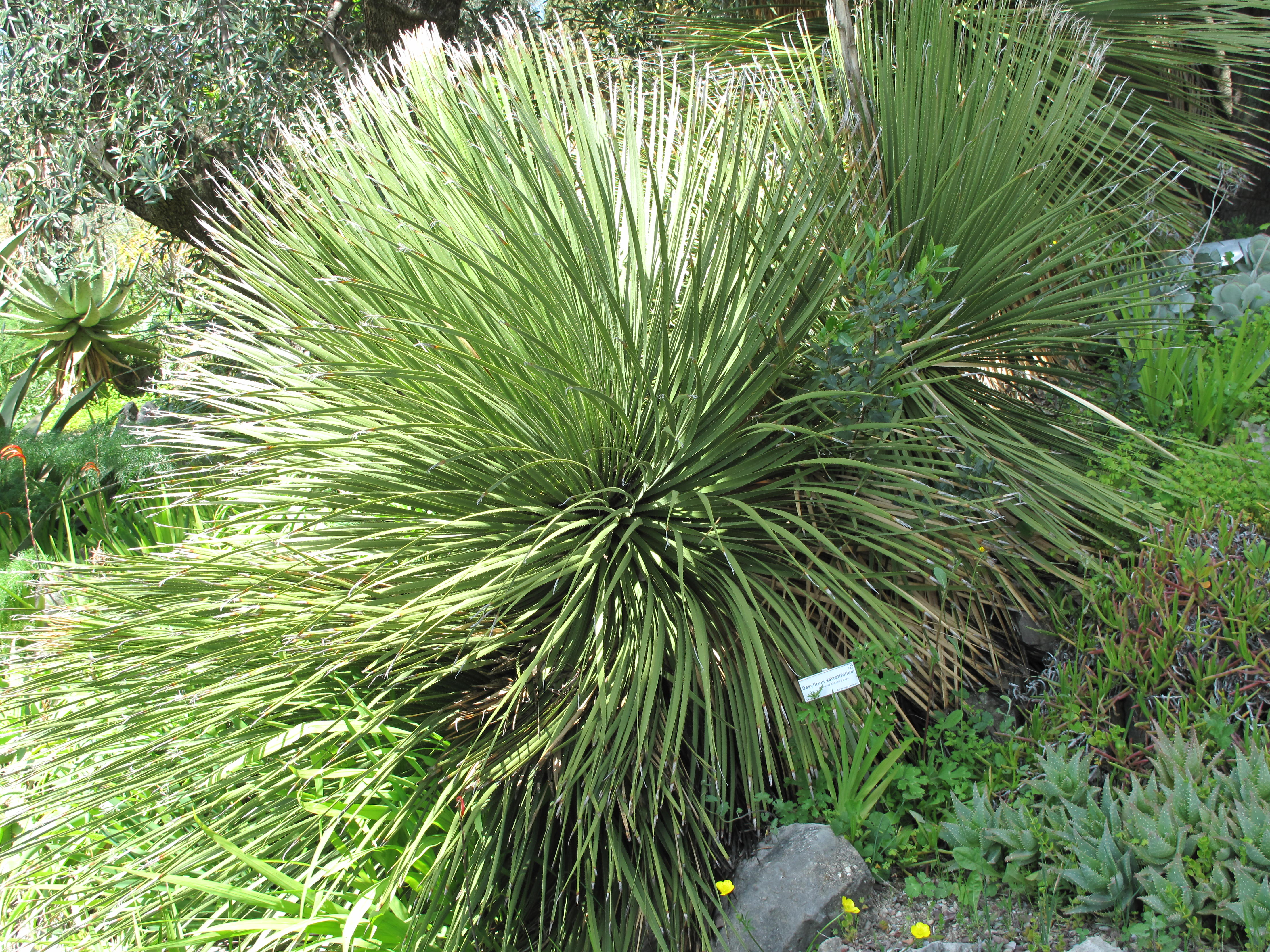